# Inès de Benigànim
La bienheureuse Inès de Benigànim (9 février 1625 - 21 janvier 1696), née sous le nom Josefa María Albiñana Gomar, est une religieuse espagnole de l'église catholique romaine professe des Sœurs Augustiniennes Déchaussées (ou Augustins déchaux) qui a pour nom religieux  « Josefa María de Sainte Agnès ».
Son train de vie très austère et sa profonde intuition spirituelle et théologique lui ont valu la réputation dont elle jouit aujourd'hui,.
Sa béatification a été célébrée en 1888 en la basilique Saint-Pierre.

## Biographie
Josefa María Albiñana Gomar est née en Espagne en 1625. Ses parents, Lluís Albiñana et Vicenta Gomar, sont pauvres. Son père meurt durant son enfance. Le maire de la ville, Bartomeu Tudela, qui est aussi son oncle, aide la famille après la mort de son père ; elle souffre d'épilepsie au cours de son enfance. Elle reçoit le sacrement de confirmation à l'âge de huit ans.
À l'âge de 13-14 ans, elle est au bord d'une rivière et lave du linge lorsqu'elle a une vision de Jésus-Christ qui l'appelle et l'amène à suivre une vie religieuse. Pour suivre cette voie, elle refuse une demande de mariage ; fou de rage, son prétendant se suicide.
Elle entre au couvent des Augustiniennes déchaussées dans sa ville natale le 25 octobre 1643 et prend son nom religieux Josefa María de Sainte Agnès à la profession de ses vœux ; elle revêt l'habit le 26 juin 1644 et fait sa profession religieuse solennelle le 27 août 1645. Gomar choisit dès lors de suivre un train de vie austère. Il sera caractéristique de sa vie et de son temps parmi ses confrères religieux. Elle est également connue pour ses dons de prophétie, ce qui incite les gens à la consulter pour ses intuitions spirituelle. Son éducation est minime, elle ne peut ni lire ni suivre le rite tridentin. Ce manque de savoir est toutefois compensé par sa grande compréhension des sujets théologiques.
Gomar meurt en 1696 lors de la fête de sainte Agnès après avoir reçu les sacrements pour la dernière fois. Sa dépouille est intacte et, pendant la guerre civile espagnole, sa tombe a été profanée mais restaurée par la suite.